# 蒙莫朗西 (瓦兹河谷省)
蒙莫朗西（法語：Montmorency，法語發音：[mɔ̃mɔʁɑ̃si] ⓘ）是法国法兰西岛大区瓦兹河谷省的一个市镇，位于该省东部，属于萨塞勒区。

## 地理
蒙莫朗西（48°59'23"N, 2°19'19"E）面积5.37 平方千米，位于法国法蘭西島大區瓦兹河谷省，该省份为法国北部内陆省份，北起瓦兹省，西接厄尔省，南至塞纳-圣但尼省、上塞纳省和伊夫林省，东临塞纳-马恩省。
与蒙莫朗西接壤的市镇（或旧市镇、城区）包括：多蒙、昂迪伊、德伊-拉巴尔、昂甘莱班、格罗莱、皮斯科、圣布里斯苏福雷、苏瓦西苏蒙莫朗西。

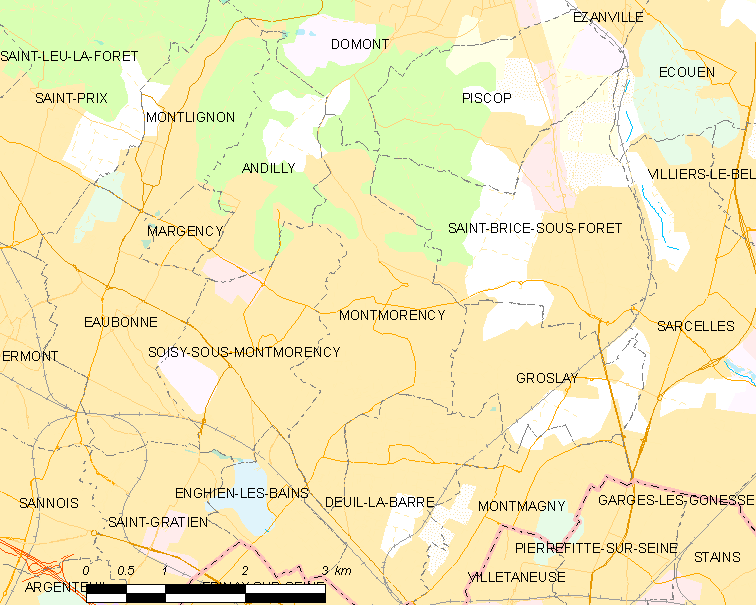
的OSM定位图

蒙莫朗西的时区为UTC+01:00、UTC+02:00（夏令时）。

## 行政
蒙莫朗西的邮政编码为95160，INSEE市镇编码为95428。

## 政治
蒙莫朗西所属的省级选区为蒙莫朗西县。

## 人口

1962-2008年间人口变化图示

蒙莫朗西于2022年1月1日时的人口数量为21677人。